# Crkva Gospe od Soca u Splitu
Crkva Gospe od Soca (Seoca) nalazi se u Križevoj 1 u Splitu, Hrvatska.

## Opis
Sagrađena je u 10. stoljeću. Crkva Gospe od Soca nalazi se u bloku s okolnim kućama u sjevernom dijelu Velog Varoša koji se nekad zvao Seoce, po čemu je crkva i dobila ime. Jednobrodna je kamena građevina s pravokutnom apsidom, trodijelnom preslicom vrh pročelja i vanjskim stubama koje vode na kor. Krovište je dvostrešno, a apsida presvođena šiljastim svodom. Izgrađena je na mjestu srednjovjekovne crkve sv. Marije de Pedemonte (od podnožja brda) koja se spominje u dokumentima iz 14. st. Pod današnjim imenom, crkva se spominje u 17. st., 1606. je stradala u požaru te je 1658. obnovljena u baroknom slogu.
Površine je 45 četvornih metara. Za osmanskih osvajanja seljaci su se iz okolice naseljavaju izvan gradskih zidina. Naselje je stoga dobilo naziv Seoce, te stanovnike okolnih ulica Splićani zovu Sočani. Crkvica je dobro znana u Velom Varošu. Prema pučkoj legendi, zvona crkvice Gospe o' Soca čuju se do Rima.

## Zaštita
Pod oznakom Z-4689 zavedena je kao nepokretno kulturno dobro - pojedinačno, pravna statusa zaštićena kulturnog dobra, klasificiranog kao sakralna graditeljska baština.